# Cryptopora rectimarginata
Cryptopora rectimarginata är en armfotingsart som beskrevs av Cooper 1959. Cryptopora rectimarginata ingår i släktet Cryptopora och familjen Cryptoporidae. Inga underarter finns listade i Catalogue of Life.